# Explorer 1
Explorer 1 là vệ tinh đầu tiên của Hoa Kỳ, được phóng lên quỹ đạo như là một phần của tham gia của quốc gia này vào Năm Vật lý Địa cầu Quốc tế. Vệ tinh này đã được phóng lên quỹ đạo theo sau hai vệ tinh đầu tiên của năm trước; Sputnik 1 và Sputnik 2 của Liên Xô, mở đầu Chiến tranh Lạnh Chạy đua vào không gian giữa hai quốc gia này.
Explorer 1 được phóng lên vào ngày 31 tháng 1 năm 1958 lúc 22:48 Giờ Miền Đông (ngày 1 tháng 2, 03:48 giờ UTC) trên đỉnh của tên lửa tăng tốc Juno đầu tiên từ LC-26 tại Trạm không quân Mũi Canaveral, Florida. Đây là phi thuyền đầu tiên phát hiện ra vành đai bức xạ Van Allen, gửi dữ liệu về vành đai này cho đến khi pin của nó cạn kiệt sau gần bốn tháng. Nó vẫn còn trong quỹ đạo Trái Đất cho đến năm 1970, và theo sau nó có hơn 90 tàu vũ trụ khoa học trong chương trình Explorer.
Explorer 1 được cung cấp Danh mục vệ tinh số 4 và mang mã số chỉ định Harvard là 1958 Alpha 1, tiền thân của Mã đánh số quốc tế hiện đại.

## Chuyến bay
Sau một sự chậm trễ liên quan đến dòng khí vào ngày 28 tháng 1 năm 1958, lúc 10:48:16 tối giờ Miền Đông vào ngày 31 tháng 1 tên lửa Juno I được phóng lên, đưa Explorer 1 vào quỹ đạo với điểm cận địa là 358 km (222 mi) và điểm viễn địa 2.550 km (1.580 mi) với chu kỳ 114.8 phút. Trạm theo dõi Goldstone không thể báo cáo sau 90 phút theo kế hoạch cho dù khởi động đã thành công vì quỹ đạo đã lớn hơn dự kiến. Vào khoảng 1:30 sáng, sau khi xác nhận rằng Explorer 1 đã thực sự ở quỹ đạo, một cuộc họp báo được tổ chức tại Đại sảnh tại Học viện Khoa học Quốc gia ở Washington, DC để thông báo tin tức toàn thế giới.
Tuổi thọ dự kiến ban đầu của vệ tinh trước khi rời khỏi quỹ đạo là ba năm. Pin thủy ngân cung cấp bộ phát công suất cao trong 31 ngày và bộ phát công suất thấp trong 105 ngày. Explorer 1 đã ngừng truyền dữ liệu vào ngày 23 tháng 5 năm 1958 khi pin của nó bị cạn kiệt, nhưng vẫn duy trì trên quỹ đạo trong hơn 12 năm. Nó trở lại bầu khí quyển trên Thái Bình Dương vào ngày 31 tháng 3 năm 1970 sau hơn 58.000 lần quay quanh quỹ đạo.